# Čegrtuša i Largo
Čegrtuša i Largo je 3. epizoda serijala YU Blek obјavljena u Lunov magnus stripu #489. Epizoda je premijerno u bivšoj Jugoslaviji objavljena u januaru 1982. godine. Koštala je 18 dinara (0,53 $; 1 DEM). Imala je 66 strana. Izdavač јe bio Dnevnik iz Novog Sada. Autori naslovne stranice su bili Branko Plavšić i Bane Kerac.

## YU Blek
Ovo je 3. epizoda YU Bleka na kome je radila grupa jugoslovenskih strip crtača i scenarista od 1978. do početka devedesetih  godina 20. veka.  Ovu epizodu nacrtao je Branko Plavšić, a scenario napisao Svetozar Obradović. Prve dve epizode objavljene su u LMS #296. i #300, nakon čega je usledila duža pauza. Za to vreme je u LMS objavljivan Veliki Blek francsuskih autora, počevši od epizode Mali traper (#304). YU Blek se od #489. smenjivao sa francuskim autorima do kraja izlaska edicije 1991. godine.

## Repriza epizode
Epizoda je reprizirana u kolekcionarskom izdanju Blek integral, posvećenom Branku Plavšiću, koje je izdalo udruženje ljubitelja sttripa "Branko Plavšić". Pored ove epizode, u Integralu su štampane i epizode Gužva u Bostonu (LMS296) i Blago Zelenih močvara (LMS300).

## Prethodna i naredna sveska V. Bleka u LMS
Prethodna epizoda Velikog Bleka u LMS nosila je naziv Tragom Vanakisa (#486), a naredna Crne marame (#492).